# Neostylopyga atrox
Neostylopyga atrox är en kackerlacksart som först beskrevs av Hanitsch 1928.  Neostylopyga atrox ingår i släktet Neostylopyga och familjen storkackerlackor. Inga underarter finns listade i Catalogue of Life.